# Piosenka z praniem w tle
Piosenka z praniem w tle – piosenka napisana przez Piotra Bukartyka i zaśpiewana razem z Katarzyną Groniec. Została singlem zapowiadającym album Bukartyka wydany w 2012 roku pt. Tak jest i już. Utwór traktuje o relacjach damsko-męskich.

## Kariera radiowa
Piosenka została premierowo odegrana w radiowej Trójce dnia 13 kwietnia 2012 roku. Tydzień później debiutowała na Liście Przebojów Trójki na miejscu 29., omijając Poczekalnię Listy. Do tej pory dotarła najwyżej do 4. miejsca listy i wciąż na niej przebywa. 26 kwietnia była Piosenką Dnia Trójki, a 15 maja 2012 roku została Piosenką Dnia Jedynki.